# 鬼門

京都御所圍牆的東北角部分

鬼門（きもん）是家或城郭的東北（艮，丑和寅之間）的方位、方角。

## 概要
和鬼門相對的西南（坤）的方角稱作裏鬼門（うらきもん），和鬼門同樣，被人們所忌避。
在陰陽道中，四隅的方位、方角分別稱作：東北（艮）的「鬼門」、東南（巽）的「風門、地門」、西南的裏鬼門（人門、病門）、西北的（天門）。在日本，自古以來就將東北（艮）視為鬼出入的方位，和陰陽道結合後，發展成日本特有的家相，成為特別的忌避。
在武家的世界，大多數的城的鬼門方位配置廁所。安土城、福知山城、岡山城、姫路城等皆在裏鬼門配置廁所。
十二支的鬼門（丑寅）的相反方位是未申，所以，在鬼門的位置以猿迴避鬼門，京都御所的東北角有木雕的猿鎮座，圍牆也內凹，稱作「猿辻」。
此外，在台灣，鬼門是「連結此世和彼世」之門，農曆七月（鬼月）會「開鬼門」。

## 鬼門和寺院
平城京的鬼門方向是東大寺、裏鬼門方向是植槻八幡宮。平安京以大内裏為中心的鬼門方向是比叡山延曆寺、裏鬼門方向是石清水八幡宮。鎌倉以幕府為中心的鬼門方向是荏柄天神社、裏鬼門方向是夷堂。江戶以江戸城為中心的鬼門方向是寛永寺、裏鬼門方向是增上寺。
受到神佛習合的影響，伊勢神宮的丑寅（北東）位置的金剛證寺作為「守護伊勢神宮鬼門之寺」，和伊勢信仰結合，成為伊勢・志摩的最大佛寺。寺內祭祀虛空藏菩薩的眷屬「雨寶童子」，當時被認為是天照大御神的化現，因此，金剛證寺被視為伊勢皇大神宮的奧之院。

## 脚注
1. ↑  小池康寿『日本人なら知っておきたい正しい家相の本』プレジデント社、2015年11月。ISBN 9784833421492
2. ↑  . 講談社. 2011年8月.
3. ↑  . TAIWAN TODAY(中華民国（台湾）外交部). 2016-08-12  [2020-08-22]. （原始内容存档于2020-11-23）.

## 關連項目
- 陰陽五行
- 四方拜